# Love Exercise
Albums de Jolin Tsai
Agent J
(2007) Jeneration
(2009)
Love Exercise (chinois traditionnel : 愛的練習語) est le premier album de reprise de la chanteuse Jolin Tsai, sorti le 31 octobre 2008 sous le label Gold Typhoon.

## Liste des titres
| No  | Titre                          | Artiste d'origine        | Durée |
| --- | ------------------------------ | ------------------------ | ----- |
| 1.  | Get the Party Started          | Pink                     | 3:54  |
| 2.  | Lovefool                       | The Cardigans            | 3:19  |
| 3.  | Kiss Me                        | Sixpence None the Richer | 3:17  |
| 4.  | The Blower's Daughter          | Damien Rice              | 4:59  |
| 5.  | Lady Marmalade                 | Labelle                  | 5:03  |
| 6.  | I Won't Last a Day Without You | The Carpenters           | 4:29  |
| 7.  | Physical                       | Olivia Newton-John       | 3:58  |
| 8.  | When You Say Nothing at All    | Keith Whitley            | 4:18  |
| 9.  | Thank You                      | Dido                     | 3:36  |
| 10. | Angel                          | Sarah McLachlan          | 4:35  |